# جينيتو
إيوجينيو فيرناندو بيلا (بالبرتغالية: Eugénio Fernando Bila‏) (مواليد 3 مارس 1979 في مابوتو) لاعب كرة قدم موزمبيقي دولي يجيد اللعب في خط الوسط . يلعب لصالح نادي نيا سالاميس غاماغوستا القبرصي منذ 2009 .

## وصلات خارجية
- جينيتو على موقع الاتحاد الدولي (مؤرشف)  (الإنجليزية)
- جينيتو على موقع قاعدة بيانات كرة القدم.إي يو (الإنجليزية)
- جينيتو على موقع ناشيونال فوتبول تيمز (الإنجليزية)
- جينيتو على موقع Soccerway.com (الإنجليزية)